# Wellington Rugby Football Union
Die Wellington Rugby Football Union (WRFU) ist der Rugby-Union-Provinzverband für die neuseeländische Hauptstadt Wellington sowie die Vororte Porirua, Upper Hutt und Lower Hutt. Die Verbands- und Trikotfarben sind schwarz und gelb. Die Auswahlmannschaft des Verbandes in der nationalen Meisterschaft ITM Cup, die Wellington Lions genannt wird, trägt ihre Heimspiele im Westpac Stadium in Wellington aus.
Wellington hat die neuseeländische Meisterschaft (die frühere National Provincial Championship) viermal gewonnen. Darüber hinaus gewann die Mannschaft im Jahr 1904 das erste Spiel um den Ranfurly Shield und war weitere achtmal im Besitz dieser Trophäe.
Spieler aus Wellington stellen den größten Teil der Mannschaft Hurricanes, die in der internationalen Meisterschaft Super Rugby spielt. Aus diesem Grund werden die Heimspiele der Hurricanes ebenfalls in Wellington ausgetragen.

## Erfolge
- 4 Meistertitel der National Provincial Championship: 1978, 1981, 1986, 2000
- 10 Mal im Besitz des Ranfurly Shield: 1904, 1914, 1921, 1930, 1953, 1956, 1963, 1974, 1981, 2008

## Bekannte ehemalige und aktuelle Spieler
| - Sireli Bobo - Jerry Collins - Christian Cullen - Lome Fa'atau - Riki Flutey - Alama Ieremia - Jonah Lomu - Chris Masoe | - Ma’a Nonu - Elvis Seveali'i - Semo Sititi - Rodney So’oialo - Neemia Tialata - Tana Umaga - Piri Weepu - Julian Savea |

## Angeschlossene Vereine
| - Avalon RFC - College Old Boys-Victoria University - Eastbourne RFC - Hutt Old Boys-Marist RFC - Johnsonville RFC - Marist-St Pat’s RFC - Northern United RFC - Oriental-Rongotai FC - Paremata-Plimmerton RFC | - Petone Rugby Club - Poneke FC - Rimutaka RFC - Stokes Valley RFC - Tawa RFC - Upper Hutt RFC - Wainuiomata RFC - Wellington FC - Western Suburbs RFC |